# جون باتريك مولوي
جون باتريك مولوي (بالإنجليزية: John Patrick Molloy)‏ هو طبيب بيطري وسياسي كندي، ولد في 13 مارس 1873 في كندا، وتوفي في 16 مارس 1948. حزبياً، نشط في الحزب الليبرالي الكندي. وقد انتخب عضو مجلس الشيوخ الكندي وانتخب عضو مجلس العموم الكندي.